# 鄚子溶
鄚子溶（越南语：／，？—1780年），《大南列傳前編》作鄚子沿（越南语：／），河僊鎮統治者鄚天赐之子。景興三十二年（1771年）十月，暹羅大舉進犯河僊，鄚天賜不敵。鄚子沿與鄚子潢、鄚子淌隨鄚天賜經水路逃往鎮江道。景興三十六年（1775年）春，北方鄭主軍隊破順化，阮主阮福淳逃到嘉定，鄚天賜率諸子拜謁，鄚子沿受封為參將該奇。他因此被尊稱為「翁參將」（Ông Tham Tướng）。
景興三十八年（1777年），鄚子溶受命率本部兵與舊阮勤王部隊夾擊西山兵，結果兵敗退回鎮江設險防守。同年秋，西山兵滅舊阮，鄚子溶隨鄚天賜逃到距離暹羅不遠的海島。暹羅國王鄭昭得知後，派通言阿摩、高綿王子逋翁膠前去邀請他們來暹羅，鄚天賜接受其建議。他們在吞武里受到鄭昭的熱情款待。
景興四十一年（1780年）夏，阮福映派人來暹羅探問鄚天賜消息。西山軍將領阮惠擔心阮福映與暹羅結盟，決定施行反間計，故意派人假冒阮王的使者，前往暹羅投遞書信，聲稱要奪取吞武里，要求鄚天賜、尊室春作為內應協助。使者在高綿被逋翁膠帶兵截殺，隨後逋翁膠將書信呈遞給鄭昭。鄭昭大怒，下令將鄚天賜、尊室春等人逮捕鞠問。鄚子溶堅持聲稱父親是無罪的，鄭昭大怒，親手殺死了他。同年11月1日，鄚天賜自殺而死。